# Stylaster densicaulis
Stylaster densicaulis är en nässeldjursart som beskrevs av Henry Nottidge Moseley 1879. Stylaster densicaulis ingår i släktet Stylaster och familjen Stylasteridae. Inga underarter finns listade i Catalogue of Life.